# Paola (Italie)
Pour les articles homonymes, voir Paola.
Paola (Pàula en calabrais, Patikon en grec byzantin) est une commune italienne de 15 408 habitants située dans la province de Cosenza en Calabre.
Elle est principalement connue pour être le lieu de naissance de Saint François de Paule.

## Géographie
La commune de Paola est limitée le long de la côte au nord par le territoire de Fuscaldo, au sud par San Lucido et à l'intérieur des terres par Montalto Uffugo et San Fili. Il se trouve à 35 km de la capitale provinciale et à 50 km de l'aéroport international de Lamezia Terme. La ville possède une importante gare ferroviaire.
Classification sismique : zone 2 (sismicité moyenne-haute)

## Histoire

### Les origines du nom Paola
La documentation sur l'origine du nom de l'actuelle ville de Paola est plutôt rare et apparaît à la fin du XIe siècle, lorsque le tenimentum Paulae est mentionné dans les possessions du notable normand Roberto Bohon de Fuscaldo.
Depuis le milieu du XVIe siècle, de nombreux chercheurs ont tenté de retrouver l'origine du nom de la ville.
Le premier d'entre eux fut le prêtre Gabriele Barrio qui, sur la base des travaux de l'historiographe Étienne Byzantin (qui citait à son tour Hécatée de Milet), identifia l'ancien établissement œnotrien de Patycos à la ville de Paola par assonance avec le toponyme moderne.
- Avec la conquête romaine de la Calabre, un consul romain nommé Lucius Aemilius Paulus a établi sa résidence dans la ville calabraise. De là viendrait le nom de Paola.

- En latin, le mot Pabula signifie "pâturage". Certains documents importants montrent que Paola était un hameau de Fuscaldo, administré par le marquis Spinelli de Fuscaldo. Son territoire, riche en végétation, était principalement utilisé pour le pâturage des animaux.

Parmi ces hypothèses, la plus accréditée par les historiens est la dernière, qui, contrairement aux deux autres, est étayée par des preuves historiques.

### Âge hellénistique et romain
Entre le IVe et le IIIe siècle av. J.-C., le territoire de Paola faisait probablement partie de la zone rurale de l'oppidum brettio de Clampetia, que des études récentes ont identifié comme le centre historique de l'actuelle municipalité de San Lucido. En effet, lors de la reconstruction du pavement de l'église dédiée à saint Jean-Baptiste à la fin des années 1980, les vestiges d'un établissement hellénistique ont été découverts. Il s'agit de plusieurs quartiers d'habitation avec des fonctions de production, dont de nombreux poids de métiers à tisser et les restes d'un four pour la production d'objets en céramique datant de la même période. Sur la base d'études réalisées dans la zone de San Lucido, la zone de Paola devait également être parsemée de petites exploitations productives liées à la culture de l'olivier et de la vigne, favorisées par les conditions géomorphologiques. De faibles traces de cette présence sont attestées par la découverte d'ossements et de fragments de céramique récupérés lors de fouilles archéologiques menées dans la cour du complexe monastique de Badia Luta, pendant les travaux de restauration de la fin des années 1990.
Par la suite, Clampetia, ainsi que d'autres centres bretons de la région, a pris part au deuxième conflit romano-carthaginois et a finalement été conquise dans les dernières années du conflit. La victoire de Rome sur les Carthaginois a marqué la fin de l'indépendance politique des peuples autochtones de Calabre et la disparition des fermes.
L'influence romaine a rapidement déclenché un impressionnant processus de restructuration agricole de la campagne calabraise et de nouvelles coloniae ont été fondées pour contrôler les territoires nouvellement assujettis. De nombreuses villae ont été construites sur les terrasses côtières fertiles de toute la région, équipées de riches résidences avec bains ou thermes (pars urbana) pour le dominus et sa famille, de logements pour les employés et les esclaves (pars rustica et ergastula), d'usines de transformation et de grands entrepôts pour le stockage des produits agricoles (pars fructuaria et horrea).
L'une de ces grandes villae a été découverte au début des années 1980 dans la contrada Cutura, à la périphérie nord de Paola. Le bâtiment, qui est encore partiellement préservé et presque totalement inexploré, occupe le sommet d'une terrasse côtière à plusieurs dizaines de mètres au-dessus du niveau de la mer. Les structures de la villa reposent sur une imposante substructure en maçonnerie construite pour régulariser la pente naturelle de la même terrasse (basis villae), avec la pars urbana tournée vers la mer, dont la face extérieure était entrecoupée d'une série de niches destinées à accueillir un cycle de statues, rendant l'ensemble encore plus majestueux. La pars urbana comprenait également un bain (balneum) ou un spa privé, à en juger par les nombreuses suspensurae trouvées sur le site.
Sur le côté intérieur de la terrasse côtière, vers les collines environnantes, se trouvait probablement la pars fructuaria de la villa, avec des installations pour le traitement des olives et des raisins, comme le prouvent les nombreux fragments de meules en pierre volcanique et un fragment de presse lithique pour le broyage qui ont été trouvés, ainsi que les nombreuses amphores de transport produites localement et découvertes lors de petites fouilles effectuées en 2002 par la Surintendance archéologique de la Calabre.

### Domination byzantine
En 395, à la mort de l'empereur Théodose, l'Empire romain est divisé en deux, l'Empire romain d'Occident et l'Empire romain d'Orient. Le premier fut confié au fils cadet de Théodose, Honorius, et le second au fils aîné de l'empereur, Arcadius. L'Empire byzantin comprenait des parties de l'Italie centrale, de l'Italie du Sud et de l'Asie mineure, de sorte que le territoire de Paola est également devenu une possession byzantine, ce qui a également entraîné le passage de ces régions au culte orthodoxe.
Le règne de Justinien est marqué par une lutte continue pour la domination du territoire italien, d'abord contre les Ostrogoths, puis contre les Lombards. En 536, les possessions byzantines avaient été réduites à l'exarchat d'Italie, à la république de Venise, au duché de Naples, à la Sardaigne et à la Corse, à la Sicile et au duché de Calabre. Au cours des siècles suivants, les Byzantins ont dû faire face à des invasions arabes et sarrasines, à la suite desquelles la Sicile est tombée aux mains des Arabes et le duché de Calabre a été constamment harcelé par les islamistes. C'est à cette époque que la Calabre devient le coin préféré du monachisme italo-grec en plein essor. Les moines, après la conquête arabe de la Sicile, se trouvant contraints de vivre dans un danger constant, l'abandonnèrent pour s'installer en Calabre, surtout le long de la côte tyrrhénienne.
Dans le territoire de Paola, les moines de Saint-Basile, en particulier de l'ordre basilien de saint Josaphat, ont fondé deux monastères, l'un dans la localité de Badia, consacré à Sainte Marie de la Vallée de Josaphat et de la Fosse, l'autre sur le côté nord du territoire, consacré à Saint Michel Archange. À partir d'une analyse architecturale, historique et rituelle, nous pouvons comprendre que nous avons affaire à un type de monastère appelé Laura. Ces centres religieux avaient pour fonction de contrôler la population en collaboration avec le seigneur féodal local, le pouvoir religieux et le pouvoir constitué collaborant pour obtenir le respect et la dévotion qu'ils exigeaient des citoyens pour le développement de la société de l'époque. En 1110, l'épouse du seigneur féodal de Fuscaldo, Roberto de Bubum, a fait une donation écrite aux moines du monastère de Santa Maria delle Fosse. Grâce à ce don, les moines ont obtenu la propriété où ils allaient construire le monastère, un ancien moulin à eau, du bétail et des fermiers pour travailler la terre. Avec cette donation, Sica (veuve de Robert de Bubum) essaya d'encourager le travail des moines envers la population, obtenant, également, l'obéissance de ces derniers.

### Domination normande

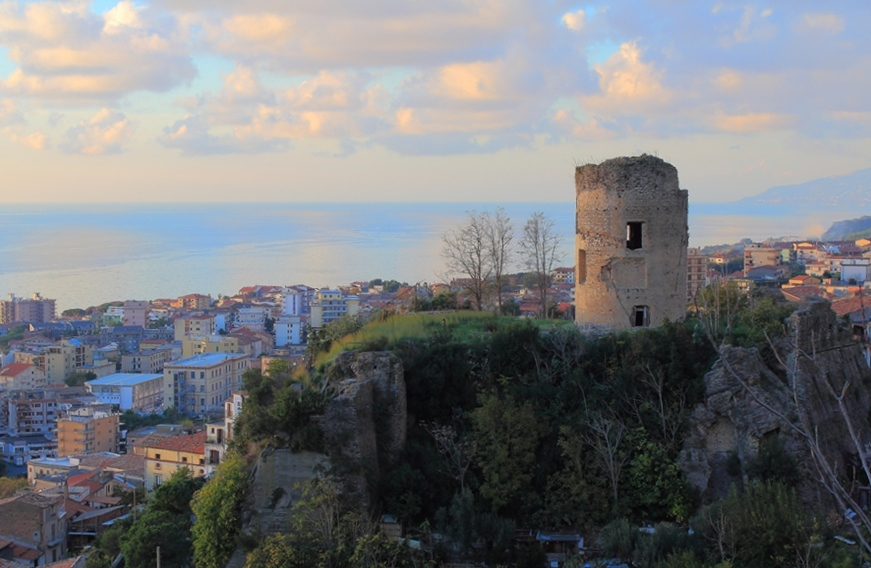
Château de Paola (CS)

Vers l'an 1000, les Normands, un peuple de guerriers venus de Scandinavie, sont arrivés en Italie à bord du puissant drakkar.
Ils étaient dirigés par Guillame de Hauteville, connu sous le nom de Bras de Fer, et son frère Drogone. En peu de temps, ces dirigeants ont pris la domination des Byzantins sur le sud de l'Italie, en commençant par la Sicile. En 1050, Robert d'Hauteville, dit Guiscard, arrive en Calabre, rejoint en 1057 par son frère Roger. Ils commencent à assiéger les principales villes de Calabre, se heurtant d'abord à l'opposition de la papauté. À la bataille de Civitate, l'armée de volontaires dirigée par Léon IX subit une défaite totale et le pontife lui-même est capturé par les Normands. Avec l'arrivée des Scandinaves, tous les diocèses orthodoxes ont été convertis en diocèses catholiques. Le pape Nicolas II a donc décidé de former une alliance avec les nouveaux maîtres du sud et, en 1059, à Melfi, il a solennellement investi Robert Guiscard du titre de duc des Pouilles, de Calabre et de Sicile. La ville de Paola doit la construction du château de Paola aux Normands, vers 1110. Cette forteresse a été construite à l'aide de mortier et de grès, dans une position stratégique surplombant la ville, et était destinée à défendre les moines et les habitants des soldats passant par le territoire de Paola.

### La domination souabe-angevine
Sous le règne de Frédéric II de Souabe, la Calabre connaît l'un de ses plus grands moments de prospérité. Le souverain avait sa résidence à Melfi, en Basilicate. Il a construit le château et la cathédrale de Cosenza et la forteresse de Rocca Imperiale sur la mer Ionienne. Les Calabrais sont toujours restés fidèles aux Souabes, même après la mort de Conradin de Souabe, qui a été tué sur ordre de Charles Ier d'Anjou, qui a pris le pouvoir à Naples. Paola a également profité de cette période de prospérité. La ville s'est progressivement développée jusqu'à ce que, lorsque la Calabre est passée de la domination souabe à la domination angevine, elle devienne un fief et soit confiée à la famille Ruffo. En 1418, Polissena Ruffo épouse le duc de Milan Francesco Sforza, apportant en dot le territoire de Paolano. Polissena meurt empoisonnée par un de ses oncles en 1420 sans donner d'héritiers au duc de Milan, et Paola et les autres villages qu'elle avait apportés en dot retournent dans sa famille. Le fief de Paola fut à nouveau apporté en dot par Covella, sœur cadette de Polissena, lorsqu'elle épousa Giovanni Antonio Marzano. Leur union donna naissance à Marino Marzano, qui fut déchu du fief pour avoir conspiré contre le roi de Naples, Ferrante d'Aragon.

### Domination aragonaise et française
Avec l'arrivée des Aragonais, Paola atteint le statut de ville et est proclamée telle par Ferdinand II d'Aragon. Lors du débarquement, qui a lieu en 1283, les habitants du quartier de Fosse, pour éviter d'être impliqués dans les affrontements, se retranchent dans les environs du château de Paola, bouleversant l'équilibre qui gravitait autour de l'ancienne abbaye de leur quartier. Le monastère a donc connu un déclin inévitable, malgré les efforts des derniers habitants et moines.
Le 2 juillet 1555, la ville est assiégée par les Turcs, commandés par Dragut Rais, qui saccagent et brûlent la ville, attaquent le couvent des frères Minim fondé par saint François et le pillent. Après s'être rétablie, la ville a continué à vivre comme les autres villes de Calabre, mais elle devenait de plus en plus grande, gagnant aussi en importance.
Le 18 octobre 1806, Paola est occupée par les Français. Ils ont brûlé et saccagé le sanctuaire de St François, qui est resté désert. À la suite d'une loi émise par Joachim Murat en 1809, la suppression de tous les ordres religieux du royaume de Naples a commencé, y compris la proto-cénobie des Minimes de Paola. Malgré son importance, les couvents ont tous été convertis à d'autres usages, souvent militaires, les églises sont passées au clergé diocésain et tous les biens cléricaux ont été confisqués.

### Royaume des Deux-Siciles et royaume d'Italie
Après le congrès de Vienne (1815), Ferdinand IV de Bourbon est rétabli sur le trône de Naples. L'année suivante, les deux royaumes de Naples et de Sicile sont réunis pour former le nouveau royaume des Deux-Siciles. En 1844, le roi Ferdinand II et son épouse Marie-Thérèse de Habsbourg ont visité Paola en guise de vœux. Le roi revient ensuite le 29 octobre 1852 accompagné du prince héritier, François.
Pendant le Risorgimento, Paola a participé au mouvement de Garibaldi. Le héros des deux mondes n'est cependant pas passé par la ville, contrairement à son Garibaldini. Ils ont même été aidés par la municipalité lorsque les troupes commandées par Nino Bixio et Giacomo Medici ont embarqué pour rejoindre Garibaldi à Naples. Avant la construction de la voie ferrée Paola-Cosenza en 1910, le port de Paola était très actif, les bateaux à vapeur en provenance de Naples et de Messine étaient chargés de marchandises et de voyageurs et le commerce était florissant. Le dernier secrétaire du parti fasciste, Carlo Scorza, y est né.

## Culture

### Lieux
Parmi les principaux sites d'intérêt, citons le sanctuaire de San François, la Badia, l'église dite de Sotterra (dans la localité du même nom - anciennement Gaudimare - avec des peintures dont les plus anciennes remontent au début du Moyen Âge), les ruines romaines, le Palais Scorza et le château de Paola.

### Sport
La commune dispose de plusieurs installations sportives, parmi lesquelles le Stade Eugenio Tarsitano, qui accueille la principale équipe de football de la ville, l'Unione Sportiva Dilettantistica Paolana.

## Administration
| Période                                  | Période  | Identité         | Étiquette       | Qualité |
| ---------------------------------------- | -------- | ---------------- | --------------- | ------- |
| 10 juin 2003                             | En cours | Roberto Perrotta | Centro-Sinistra |         |
| Les données manquantes sont à compléter. |          |                  |                 |         |

### Hameaux
Quartiers (contrade): Fosse, Gaudimare, San Miceli, Sant'Agata, Pantani

### Communes limitrophes
Fuscaldo, Montalto Uffugo, San Fili, San Lucido

## Personnalités
- Saint François de Paule (1416-1507), religieux ermite, fondateur des frères minimes est né à Paola (Paule)
- Carlo Scorza (1897-1988), homme politique, est né à Paola.
- Giuseppe Avossa
- Giuseppe Fiorini Morosini
- Simone Rosalba

## Fêtes, foires
La naissance de saint François de Paule est célébrée le 27 mars, et sa mort le 2 avril (fête canonique du saint). Les célébrations solennelles en l'honneur de saint François ont lieu du 1er au 4 mai, avec plusieurs processions sur terre et sur mer du buste et du manteau du saint. La tradition veut qu'un batelier ait refusé de faire passer saint François de la côte calabraise à Messine et que le saint ait traversé le détroit avec sa cape. Saint François a été proclamé saint patron de la Calabre ainsi que patron des marins. Le 4 mai 2008, les célébrations du cinquième centenaire de la mort de saint François ont pris fin.

## Jumelages
Fréjus (France)